# Valmeyer, Illinois
Valmeyer là một làng thuộc quận Monroe, tiểu bang Illinois, Hoa Kỳ. Năm 2010, dân số của làng này là 1263 người.

## Dân số
Dân số qua các năm:
- Năm 2000: 608 người.
- Năm 2010: 1263 người.